# Arianne Hartono
Arianne Hartono (Groninga, 21 aprile 1996) è una tennista olandese.

## Biografia
Ha discendenze indonesiane e cinesi, è la nipote di Deddy e Lukky Tedjamukti, in passato tennisti professionisti. Sua cugina Nadia Ravita è anche lei una tennista professionista, attualmente studentessa all'Università del Kentucky.

## College
Hartono ha giocato a tennis durante i suoi anni al college all'Università del Mississippi ed ha vinto la NCAA Division I Women's Tennis Championship nel 2018, diventando la prima olandese a riuscirci.
Nello stesso anno ha vinto anche l'Honda Sports Award consegnato alla miglior giocatrice collegiale.

## Carriera
Arianne Hartono ha vinto 3 titoli in singolare e 21 titoli in doppio nel circuito ITF in carriera. L'8 aprile 2024 ha raggiunto il best ranking in singolare alla 135ª posizione mondiale, mentre l'11 luglio 2022 ha raggiunto in doppio la 123ª posizione mondiale.
Ha fatto il suo debutto nel circuito maggiore al BGL BNP Paribas Luxembourg Open 2021, dove ha superato brillantemente le qualificazioni sconfiggendo le tedesche Tamara Korpatsch e Tayisiya Morderger. Al suo debutto nel suo primo main draw, batte al primo turno anche la wildcard tedesca Anna-Lena Friedsam, per poi successivamente arrendersi nel secondo turno dalla numero 3 del seeding Jeļena Ostapenko in tre set.
Compie il suo debutto in un Grand Slam durante gli Australian Open 2022, perdendo dalla statunitense Amanda Anisimova nel primo turno. Ha ripetuto lo stesso risultato l'anno seguente, superando nuovamente le qualificazioni sempre agli Australian Open 2023, ma viene di nuovo sconfitta nel match d'apertura, questa volta da un'altra nordamericana Shelby Rogers.
L'11 febbraio 2024, Arianne raggiunge la sua prima finale WTA 125 della carriera in doppio al WTA Mumbai Open, dove in coppia in coppia con l'indiana e giocatrice di casa Prarthana Thombare vengono sconfitte dalla coppia formata dalla slovena Dalila Jakupovič e dalla statunitense Sabrina Santamaria con il punteggio di 4-6, 3-6. Classificata al numero 180 delle classifiche durante il Thailand Open 2 2024, Hartono si qualifica per il main draw e raggiunge il primo quarto di finale WTA della carriera, sconfiggendo la testa di serie numero 7 Moyuka Uchijima e la qualificata Gao Xinyu. In seguito, batte anche la giapponese Mai Hontama raggiungendo la prima semifinale WTA in carriera e migliora il ranking di ben 40 posizioni avvicinandosi al best ranking raggiunto al numero 135 nell'aprile dello stesso anno. Tuttavia, viene sconfitta nel penultimo atto da Laura Siegemund.
Il 9 febbraio 2025, Hartono e Thombare raggiungono per il secondo anno consecutivo la finale a Mumbai, per entrambe la seconda in carriera, ma anche in questa occasione vengono sconfitte in finale dalla coppia russa composta da Amina Anšba e Elena Pridankina con il punteggio di 6(4)-7, 6-2, [7-10]. Cinque mesi dopo, Arianne raggiunge la terza finale WTA 125 della carriera alla Hall of Fame Open, giocato sull'erba di Newport dopo un'assenza di 34 anni, sempre insieme a Thombare, ma vengono sconfitte in finale dale sorelle Carmen e Ivana Corley con il punteggio di 6(4)-7, 3-6.

## Circuito WTA 125

### Doppio

#### Sconfitte (3)
| N. | Data             | Torneo                     | Superficie | Compagna           | Avversarie in finale                | Punteggio           |
| 1. | 11 febbraio 2024 | Mumbai Open, Mumbai        | Cemento    | Prarthana Thombare | Dalila Jakupovič Sabrina Santamaria | 4-6, 3-6            |
| 2. | 9 febbraio 2025  | Mumbai Open, Mumbai (2)    | Cemento    | Prarthana Thombare | Amina Anšba Elena Pridankina        | 6(4)-7, 6-2, [7-10] |
| 3. | 13 luglio 2025   | Hall of Fame Open, Newport | Erba       | Prarthana Thombare | Carmen Corley Ivana Corley          | 6(4)-7, 3-6         |

## Statistiche ITF

### Singolare

#### Vittorie (3)
| Torneo $100.000 (0) |
| Torneo $80.000 (0)  |
| Torneo $75.000 (0)  |
| Torneo $60.000 (0)  |
| Torneo $50.000 (0)  |
| Torneo $40.000 (0)  |
| Torneo $25.000 (1)  |
| Torneo $15.000 (2)  |
| Torneo $10.000 (0)  |

| N. | Data           | Torneo                                              | Superficie | Avversaria       | Punteggio |
| 1. | 22 luglio 2018 | PELTI Widya Chandra International Circuit, Giacarta | Cemento    | Mahak Jain       | 6–4, 6–1  |
| 2. | 30 giugno 2019 | Indonesia International Women's Circuit, Giacarta   | Cemento    | Rifanty Kahfiani | 6-2, 6-3  |
| 3. | 11 giugno 2023 | Setúbal Ladies Open, Setúbal                        | Cemento    | Madison Sieg     | 6-2, 6-2  |

#### Sconfitte (9)
| Torneo $100.000 (1) |
| Torneo $80.000 (0)  |
| Torneo $75.000 (0)  |
| Torneo $60.000 (1)  |
| Torneo $50.000 (0)  |
| Torneo $40.000 (0)  |
| Torneo $25.000 (3)  |
| Torneo $15.000 (3)  |
| Torneo $10.000 (1)  |

| N. | Data             | Torneo                                       | Superficie  | Avversaria           | Punteggio        |
| 1. | 10 luglio 2016   | Amstelveen Future Tournament, Amstelveen     | Terra rossa | Bibiane Schoofs      | 7-6(4), 4-6, 3-6 |
| 2. | 19 agosto 2018   | ITF Women's Circuit Oldenzaal, Oldenzaal     | Terra rossa | Greet Minnen         | 2-6, 2-6         |
| 3. | 3 marzo 2019     | Magic Tours, Monastir                        | Cemento     | Clara Tauson         | 2-6, 1-6         |
| 4. | 23 giugno 2019   | Pertamina ITF Women's Circuit, Giacarta      | Cemento     | Risa Ozaki           | 4-6, 1-6         |
| 5. | 1º novembre 2020 | Lousada Indoor Open, Lousada                 | Cemento (i) | Susan Bandecchi      | 6(6)-7, 6-2, 2-6 |
| 6. | 16 ottobre 2022  | Graystone ITF Challenger Driven, Fredericton | Cemento (i) | Stacey Fung          | 5-7, 3-6         |
| 7. | 23 aprile 2023   | GB Pro Series Nottingham, Nottingham         | Cemento     | Arina Rodionova      | 2-6, 1-6         |
| 8. | 10 dicembre 2023 | Al Habtoor Tennis Challenge, Dubai           | Cemento     | Anastasija Tichonova | 1-6, 4-6         |
| 9. | 16 marzo 2025    | Intaro Elite Cup, Târgu Mureș                | Cemento (i) | Priscilla Hon        | 3-6, 4-6         |

### Doppio

#### Vittorie (21)
| Torneo $100.000 (3) |
| Torneo $80.000 (0)  |
| Torneo $75.000 (0)  |
| Torneo $60.000 (4)  |
| Torneo $50.000 (0)  |
| Torneo $40.000 (2)  |
| Torneo $25.000 (4)  |
| Torneo $15.000 (7)  |
| Torneo $10.000 (1)  |

| N.  | Data              | Torneo                                                        | Superficie  | Compagna             | Avversarie in finale                       | Punteggio           |
| 1.  | 13 giugno 2016    | GD Tennis Cup, Adalia                                         | Cemento     | Paige Hourigan       | Raluca Șerban Miriana Tona                 | 6-3, rit.           |
| 2.  | 17 giugno 2017    | Guimarães Ladies Open, Guimarães                              | Cemento     | Yuriko Lily Miyazaki | Maria Masini Olga Parres Azcoitia          | 7-5, 6-0            |
| 3.  | 21 luglio 2018    | PELTI Widya Chandra International Circuit, Giacarta           | Cemento     | Aldila Sutjiadi      | Mana Ayukawa Zeel Desai                    | 6-1, 6-2            |
| 4.  | 1º settembre 2018 | Future Haren, Haren                                           | Terra rossa | Suzan Lamens         | Yukina Saigo Dominique Karregat            | 6–1, 6–7, [10–4]    |
| 5.  | 23 febbraio 2019  | Magic Tours, Monastir                                         | Cemento     | Eva Vedder           | Andrea Lázaro García Despina Papamichail   | 6–4, 3–6, [10–7]    |
| 6.  | 29 giugno 2019    | Indonesia International Women's Circuit, Giacarta             | Cemento     | Nadia Ravita         | Lee Barnard Zani Barnard                   | 2–6, 6–4, [11–9]    |
| 7.  | 17 ottobre 2020   | Madeira Ladies Open, Funchal                                  | Cemento     | Eva Vedder           | Ingrid Gamarra Martins Beatriz Haddad Maia | 4–6, 6–1, [10–7]    |
| 8.  | 7 novembre 2020   | Lousada Indoor Open, Lousada                                  | Cemento (i) | Yuriko Lily Miyazaki | Amanda Carreras Tena Lukas                 | 6–1, 5–7, [10–7]    |
| 9.  | 26 giugno 2021    | Porto Open, Porto                                             | Cemento     | Yuriko Lily Miyazaki | Mana Ayukawa Akiko Omae                    | 7–5, 6–2            |
| 10. | 21 agosto 2021    | ITF World Tennis Tour Gran Canaria, San Bartolomé de Tirajana | Terra rossa | Olivia Tjandramulia  | María Lourdes Carlé Julieta Estable        | 6–4, 2–6, [10–7]    |
| 11. | 9 ottobre 2021    | Open Feminin 50, Cherbourg-en-Cotentin                        | Cemento (i) | Sarah Beth Grey      | Estelle Cascino Camilla Rosatello          | 6-3, 6-2            |
| 12. | 12 novembre 2021  | Copa LP Chile, Santiago del Cile                              | Terra rossa | Olivia Tjandramulia  | Katharina Gerlach Daniela Seguel           | 6-1, 6-3            |
| 13. | 10 luglio 2022    | Reinert Open, Versmold                                        | Terra rossa | Anna Danilina        | Ankita Raina Rosalie van der Hoek          | 6(4)-7, 6-4, [10-6] |
| 14. | 15 ottobre 2022   | Graystone ITF Challenger Driven, Fredericton                  | Cemento (i) | Olivia Tjandramulia  | Viktória Morvayová Anna Sisková            | 7-5, 6-1            |
| 15. | 22 ottobre 2022   | Challenger Banque Nationale de Saguenay, Saguenay             | Cemento (i) | Olivia Tjandramulia  | Catherine Harrison Yanina Wickmayer        | 5-7, 7-6(3), [10-8] |
| 16. | 8 aprile 2023     | Kashiwa Open, Kashiwa                                         | Cemento     | Priscilla Hon        | Saki Imamura Naho Sato                     | 6-4, 3-6, [10-7]    |
| 17. | 3 giugno 2023     | Montemor Ladies Open, Montemor-o-Novo                         | Cemento     | Eudice Chong         | Naïma Karamoko Conny Perrin                | 6-2, 6-0            |
| 18. | 29 luglio 2023    | Figueira da Foz Ladies Open, Figueira da Foz                  | Cemento     | Eudice Chong         | Alina Korneeva Anastasija Tichonova        | 6-3, 6-2            |
| 19. | 20 aprile 2024    | Shenzhen Luohu Open, Shenzhen                                 | Cemento     | Prarthana Thombare   | Madeleine Brooks Eudice Chong              | 6-3, 6-2            |
| 20. | 20 luglio 2024    | Porto Open, Porto                                             | Cemento     | Prarthana Thombare   | Anna Rogers Kateryna Volodko               | 6-3, 6-4            |
| 21. | 27 luglio 2025    | The Women's Hospital Classic, Evansville                      | Cemento     | Prarthana Thombare   | Ayana Akli Victoria Osuigwe                | 6-3, 6-3            |

#### Sconfitte (8)
| Torneo $100.000 (0) |
| Torneo $80.000 (1)  |
| Torneo $75.000 (0)  |
| Torneo $60.000 (3)  |
| Torneo $50.000 (0)  |
| Torneo $40.000 (0)  |
| Torneo $25.000 (4)  |
| Torneo $15.000 (0)  |
| Torneo $10.000 (0)  |

| N. | Data              | Torneo                                                        | Superficie  | Compagna             | Avversarie in finale                      | Punteggio           |
| 1. | 27 aprile 2019    | Oaks Club Challenger, Osprey                                  | Terra verde | Alexandra Perper     | Pamela Montez Belinda Woolcock            | 6(6)-7, 3-6         |
| 2. | 12 febbraio 2021  | Open GDF Suez De L'Isere, Grenoble                            | Cemento (i) | Yuriko Lily Miyazaki | Ioana Loredana Roșca Kimberley Zimmermann | 1-6, 5-7            |
| 3. | 14 agosto 2021    | ITF World Tennis Tour Gran Canaria, San Bartolomé de Tirajana | Terra rossa | Olivia Tjandramulia  | Elina Avanesjan Oksana Selechmet'eva      | 5-7, 2-6            |
| 4. | 26 settembre 2021 | Wiesbaden Tennis Open, Wiesbaden                              | Terra rossa | Olivia Tjandramulia  | Anna Bondár Lara Salden                   | 7-6(9), 2-6, [4-10] |
| 5. | 11 febbraio 2023  | Orlando USTA Pro Circuit Event, Orlando                       | Cemento     | Eva Vedder           | Ashlyn Krueger Robin Montgomery           | 5-7, 1-6            |
| 6. | 25 febbraio 2023  | Women's Santo Domingo, Santo Domingo                          | Cemento     | Eva Vedder           | Jada Hart Rasheeda McAdoo                 | 3-6, 3-6            |
| 7. | 29 aprile 2023    | GB Pro Series Nottingham, Nottingham                          | Cemento     | Rutuja Bhosale       | Emily Appleton Lauryn John-Baptiste       | 4-6, 3-6            |
| 8. | 16 maggio 2025    | Empire Trnava Cup, Trnava                                     | Terra rossa | Prarthana Thombare   | Estelle Cascino Carole Monnet             | 2-6, 2-6            |